# Takashima Shūhan
Pour les articles homonymes, voir Takashima (homonymie).
Takashima Shūhan est un nom japonais traditionnel ; le nom de famille (ou le nom d'école), Takashima, précède donc le prénom (ou le nom d'artiste).
Takashima Shūhan (高島 秋帆), né le 24 septembre 1798 à Nagasaki et mort le 28 février 1866 à Edo, est un samouraï et ingénieur militaire japonais du XIXe siècle. Il est à l'origine de l'introduction des premières armes à feu modernes au Japon, importées des Pays-Bas, à la fin de la période d'isolement de l'archipel. Tout au long de sa vie, il fait partie des premiers réformistes japonais à plaider en faveur de la modernisation du Japon afin de tenir tête aux puissances occidentales. Son parcours est proche de celui de Sakuma Shōzan qui, lui aussi, est attaqué à l'époque pour son adhésion à des idées étrangères.

## Biographie

### Jeunesse

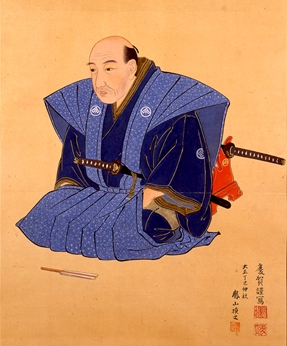
Portrait de Takashima Shūhan vers 1840.

Takashima naît le 24 septembre 1798 à Nagasaki dans la province d'Hizen. Son père, l'un des administrateurs de la ville, dirige le Nagasaki Kaisho (長崎会所) qui est l'organisme officiel chargé des relations commerciales avec le comptoir néerlandais sur l'île de Dejima. La famille appartient au clan Takashima, une lignée de samouraïs elle-même issue du clan Sasaki.
Enfant, Takashima est marqué par l'incident de Nagasaki de 1808, lors duquel la frégate britannique HMS Phaeton, menaçant d'employer la force, contraint les autorités du port à la ravitailler avant de s'échapper. Il est envoyé à Osaka pour ses études puis succède à son père en 1814. Takashima commence alors à se renseigner sur les armes occidentales et, après l'édit pour repousser les navires étrangers de 1825, parvient à en obtenir quelques-unes, incluant des canons de campagne, des mortiers et des armes feu, par l'intermédiaire des Néerlandais. Elles sont connues au Japon sous le nom de Geweer (« fusil » en néerlandais) à partir des années 1840.
À cette époque, Nagasaki est le seul point de contact entre le Japon et les nations européennes en raison de la politique d'isolement du shogunat Tokugawa. Takashima est impressionné par l'écart entre les technologies japonaise et occidentale, en particulier en matière d'armement. Prenant appui sur des modèles hollandais, il fait construire à ses frais une fonderie d'artillerie en 1834 et présente un mortier de bronze à Nabeshima Shigeyoshi, daimyo de Saga, en 1835. Takashima accueille auprès de lui des étudiants envoyés par différents domaines, dont celui de Satsuma, inquiet après l'intrusion d'un navire de guerre américain dans la baie de Kagoshima en 1837, et ceux de Saga et Chōshū, deux fiefs méridionaux exposés à la pression des Occidentaux.

### Carrière

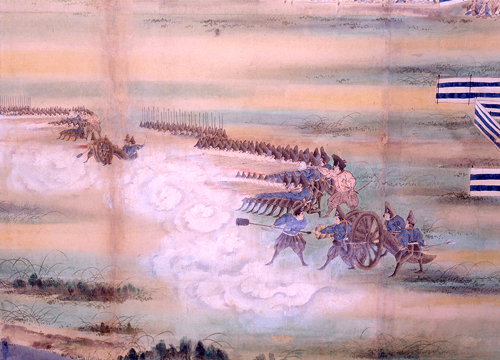
Démonstration de l'usage des armes modernes par Takashima Shūhan et ses hommes en 1841.

En 1840, Takashima est nommé toshiyori (年寄, « administrateur principal ») de la ville de Nagasaki. À partir de cette date et à la suite du déclenchement de la première guerre de l'opium entre le Royaume-Uni et l'Empire chinois, appelle le gouvernement shogunal à renforcer les capacités militaires du Japon. Les événements de Chine montrent aux Japonais que la technologie et les méthodes militaires traditionnelles pour tenir les puissances occidentales à distance et qu'une modernisation radicale, en particulier celle de l'artillerie, est nécessaire pour être en position de résister.
Takashima établit deux compagnies d'infanterie équipées d'armes à feu ainsi qu'une batterie d'artillerie, faisant d'elles les premières unités du Japon basées sur le modèle occidental. En 1841, il attire l'attention de l'intendant Egawa Tarōzaemon et réalise pour lui une démonstration avec 125 hommes, 4 canons et 50 fusils en s'appuyant sur des manuels hollandais issus des rangaku,.
Ses conseils sont écoutés et, en 1843, le gouvernement autorise l'utilisation d'armes occidentales pour la défense du pays. En 1852, Satsuma et Saga disposent de fours à réverbère pour produire le fer nécessaire aux armes à feu.

### Disgrâce et réhabilitation

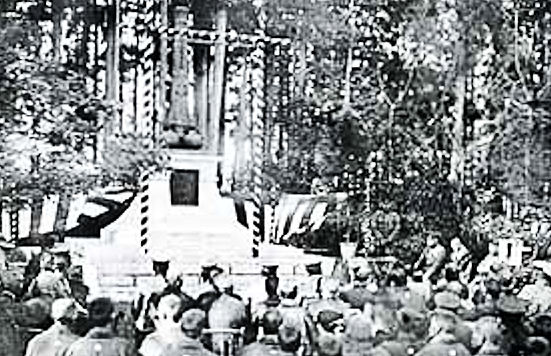
Monument dédié à Takashima Shūhan au temple Shūgetsu-in à Itabashi (Tokyo), décoré d'un canon et de boulets enflammés, lors d'une cérémonie en 1922.

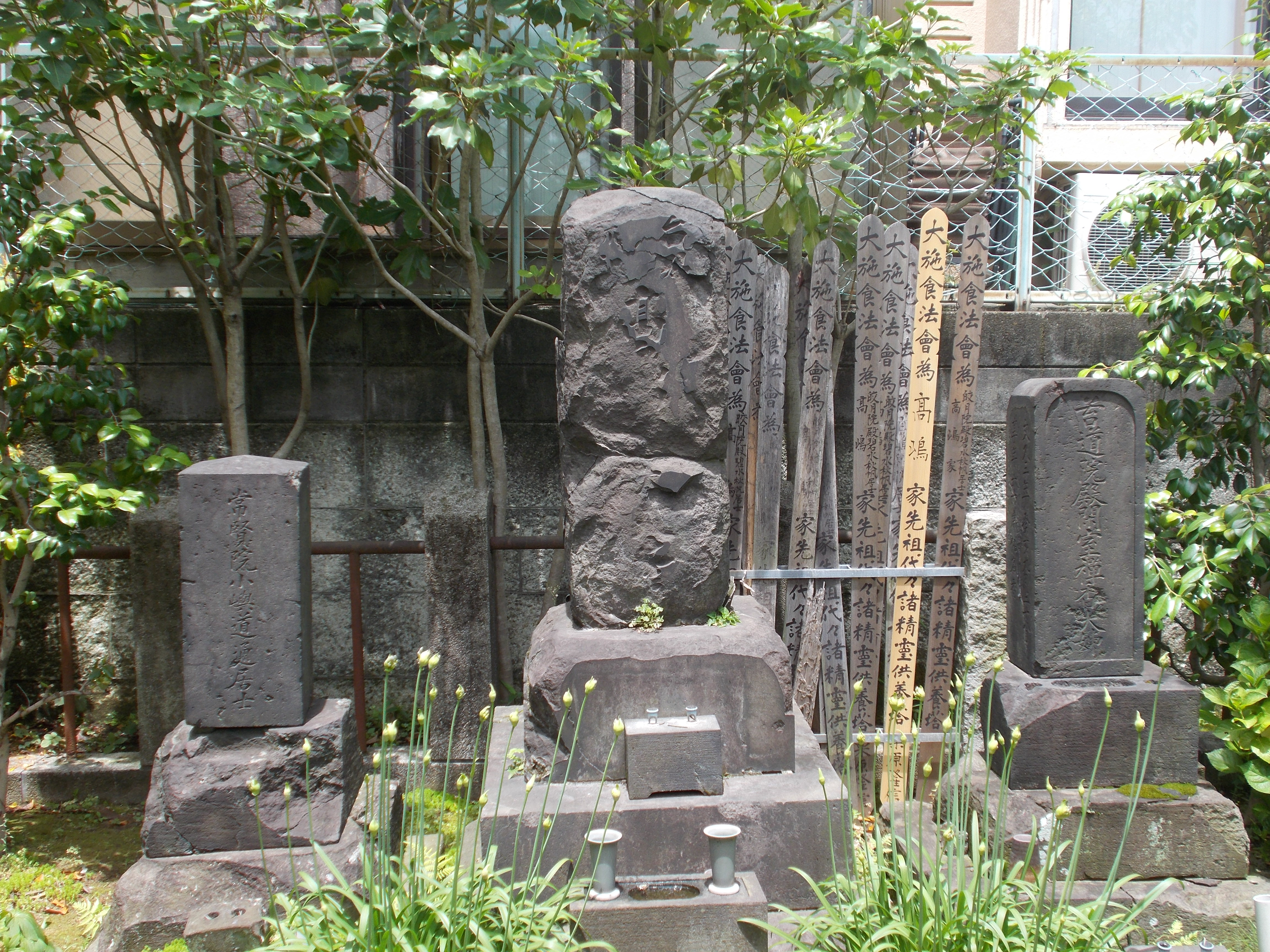
Tombe de Takashima Shūhan au Daien-ji, à Tokyo.

Les enseignements de Takashima sont attaqués par les factions conservatrices au sein du shogunat qui sont contre l'introduction de la technologie occidentale au Japon et redoutent la croissance de la puissance militaire des tozama daimyō, extérieurs au premier cercle du shogun. Takashima est assigné à résidence de 1846 à 1853. Officiellement, il est accusé d'avoir négligé la gestion du Nagasaki Kaisho et d'être impliqué dans une affaire de contrebande, plutôt que de sédition ou de trahison. Takasahima et le Nagasaki bugyō, un autre administrateur de Nagasaki, ont de très mauvaises relations et cette situation est exploitée par le rōjū (littéralement « ancien ») Mizuno Tadakuni, qui craint que le projet de Takashima de fabriquer des canons de bronze n'entrave la production de pièces de monnaie qui relève de sa compétence. Takashima est envoyé dans le domaine d'Oshi, dans la province de Musashi, mais rentre en grâce après l'expédition de Perry en 1853, après quoi il est nommé instructeur militaire dans l'armée shogunale en 1856. Entretemps, son opinion sur la politique du sakoku a changé et, après sa libération, il milite pour l'ouverture du Japon au commerce international.
En 1862, il recommande au gouvernement d'équiper le Japon de 200 navires de guerre pour tenir tête à la menace navale étrangère. Le shogunat autorise alors chaque domaine à construire ou acheter ses propres navires afin de renforcer les capacités navales du pays.
Takashima meurt le 28 février 1866 à l'âge de 67 ans. Sa tombe se trouve dans l'enceinte du temple Daien-ji dans l'actuel arrondissement de Bunkyō à Tokyo et intègre la liste des sites historiques désignés par le gouvernement japonais en 1943,. Son ancienne résidence de Nagasaki existe toujours et figure elle aussi dans la liste des sites historiques nationaux depuis 1922,.